# Georissa laseroni
Georissa laseroni é uma espécie de gastrópode  da família Hydrocenidae.
É endémica da Austrália.